# مامان با یک خون‌آشام قرار ملاقات گذاشت
مامان با یک خون‌آشام قرار ملاقات گذاشت (به انگلیسی: Mom's Got Date with a Vampire) یک تله‌فیلم کمدی ترسناک آمریکایی محصول سال ۲۰۰۰ به کارگردانی استیو بویام با بازی کارولین رئا، مت اولری، چارلز شانسی، لورا وندرورت و رابرت کارادین است. این فیلم به عنوان فهرست فیلم‌های اختصاصی شبکه دیزنی، در روز جمعه، ۱۳ اکتبر ۲۰۰۰ از کانال دیزنی پخش شد.